# Francesco Gungui
Francesco Gungui (né à Milan, le 9 juillet 1980) est un écrivain italien.

## Biographie
Francesco Gungui est né à Milan le 9 juillet 1980. Après avoir fréquenté le lycée classique Giuseppe Parini, il obtient une laurea en science des biens culturels à l'Université de Milan.
Il a acquis une notoriété grâce au livre Ti amo cosi, traduit en français Je t'aime comme ça, publié en 2008 par la maison d'édition Arnoldo Mondadori Editore, et à la saga fantasy Canti delle Terre Divise, débuté en 2013 et terminé en 2014 avec la première trilogie, par la suite poursuivie en 2016  par Fabbri Editori.

## Publications
- 2004 : Io ho fame adesso! Come sopravvivere a un frigorifero  deserto, livre qui regroupe des recettes et des récits.
- 2008 : Mi piaci cosi (Je t'aime comme ça), Mondadori.
- 2009  : L'importante è adesso,  Mandadori
- 2010 : suite du roman Mi piaci cosi intitulé Mi piaci ancora cosi (Traduit en Français: Je t'aime encore comme ca).
- 2011 :  Pensavo di scappare con te.
- 2012 : fin de la trilogie d'Achille e la fuga dal mondo verde et Achille e la fuga dal mondo blu.
- 2013 : Canti delle Terre Divise, premier tome de la trilogie fantastique  intitulé Inferno.
- 2013 : Traduction de l'italien par Faustina Fiore du troisième tome de Mi piaci cosi, intitulé Pensavo di scappare con te.
- 2014 : deuxième et troisième tome de la trilogie fantastique  Purgatorio et Paradiso, Fabbri Editori[3].
- 2015 : Con te ho imparato a volare, Fabbri Editori
- 2016 : Canti delle Terre Divise: Genesi., Fabbri Editori,
- 2017 : Tutto il tempo che vuoi, Giunti [4]